# 1428

## Събития
- Итцкоатл става владетел на ацтеките. Той започва строежа на Теночтитлан.

## Починали
- Шоко, император на Япония